# Broadway (Manhattan)
Broadway (wym. ˈbrɔːdweɪ) – ulica w Nowym Jorku, w dzielnicy Manhattan.
W jej środkowej części (Times Square) mieszczą się liczne teatry (rozrywkowe i musicalowe), stanowiące znane na całym świecie centrum kulturalno-rozrywkowe, przyciągające wielu turystów. Jest to także jedna z głównych ulic dzielnicy Manhattanu i jedno z najbardziej rozpoznawalnych miejsc Nowego Jorku i Stanów Zjednoczonych.